# Justin Tuoyo
Justin A. Tuoyo (ur. 18 czerwca 1994 w Hampton) – amerykański koszykarz, występujący na pozycjach silnego skrzydłowego lub środkowego, obecnie zawodnik Qatar Sports Club Doha.
W 2016 brał udział w turnieju Adidas Nations Counselors.
9 sierpnia 2019 został zawodnikiem PGE Spójni Stargard. 24 października opuścił klub. 8 grudnia dołączył do katarskiego Qatar Sports Club Doha.

## Osiągnięcia
Stan na 8 grudnia 2019, na podstawie, o ile nie zaznaczono inaczej.
NCAA
- Uczestnik rozgrywek:
  - II rundy turnieju NCAA (2016)
  - turnieju NCAA (2015–2017)
- Mistrz:
  - sezonu regularnego konferencji Southern (2016)
  - turnieju Southern (SoCon – 2015)
- Obrońca roku SoCon (2015, 2016, 2017)
- Zaliczony do:
  - I składu All-SoCon (2017)
  - II składu SoCon (2015, 2016)
- Lider konferencji Southern w:
  - średniej bloków (2015–2017)
  - skuteczności rzutów:
    - z gry (64,5% – 2017)
    - za 2 punkty (66,7% – 2017)

Klubowe
- Mistrz NABL (2019)
- 4. miejsce podczas mistrzostw Węgier (2018)
- Uczestnik rozgrywek FIBA Europe Cup (2017/2018)

Indywidualne
- Uczestnik meczu gwiazd ligi węgierskiej (2018)